# Démographie de la Syrie
La population de la Syrie compte entre 18 402 513 et 17 185 170 habitants en 2016.

## Histoire
En 1940, la Syrie a une population de 3 millions d'habitants, avant de passer à 4 565 000 habitants en 1960 et à 9 046 000 habitants en 1981. Le pays durant le XXe siècle connait une croissance démographie particulièrement forte avec un taux de fécondité qui atteint 7,8 enfants par femme. Durant cette période, la part de la population kurde a tendance à augmenter passant de 6,8 % de la population en 1953 à 8,1 % en 2004. À compter des années 1980, le pays effectue sa transition démographique, le taux de fécondité passe de 4,25 enfants par femme en 1990, à 3,5 enfants par femme en 2009 et à 2,8 enfants par femme en 2011. Cette transition démographique est liée à un âge moyen du mariage plus tardif, à un meilleur accès à l'éducation pour les femmes ainsi qu'à la contraception. La contraception se répand durant les années 1990, avec un taux d'utilisation pour les femmes mariées de 58 % entre 2005 et 2009. À partir des années 2000, l'État syrien accentue sa politique pour une diminution de l'augmentation démographique, en réduisant les incitations financières liées aux naissances.
Le dernier recensement officiel date de 2004, la Syrie avait alors une population de 17 921 000 habitants.
Depuis le début de la guerre civile syrienne de 2011-2012, le pays connait une forte baisse démographique, à cause entre autres d'une émigration importante. Le pays aurait vu sa population passer de 20,6 millions d'habitants en 2011 à 18,2 millions d'habitants en 2016. En juin 2016, 4,8 millions de personnes seraient réfugiées dans un autre pays, dont 57 % en Turquie, 22 % au Liban et 13 % en Jordanie.
En août 2015, l'ONU estime que le bilan du conflit est d'environ 250 000 morts. Le 11 février 2016, le Centre syrien pour la recherche politique affirme que le conflit a fait 470 000 morts depuis mars 2011,

### Évolution des principaux indicateurs démographiques[22]
| Période     | Naissances annuelles | Décès annuels | Solde naturel annuel | Taux de natalité (‰) | Taux de mortalité (‰) | Solde naturel (‰) | Indice de fécondité | Taux de mortalité infantile |
| ----------- | -------------------- | ------------- | -------------------- | -------------------- | --------------------- | ----------------- | ------------------- | --------------------------- |
| 1950 – 1955 | 187 000              | 75 000        | 112 000              | 51,2                 | 20,5                  | 30,6              | 7,23                | 180,1                       |
| 1955 – 1960 | 212 000              | 77 000        | 136 000              | 50,1                 | 18,1                  | 32,0              | 7,38                | 150,5                       |
| 1960 – 1965 | 241 000              | 76 000        | 165 000              | 48,5                 | 15,3                  | 33,3              | 7,54                | 121,8                       |
| 1965 – 1970 | 275 000              | 74 000        | 201 000              | 46,8                 | 12,5                  | 34,2              | 7,56                | 98,8                        |
| 1970 – 1975 | 322 000              | 70 000        | 252 000              | 46,3                 | 10,1                  | 36,2              | 7,54                | 77,3                        |
| 1975 – 1980 | 373 000              | 69 000        | 304 000              | 45,4                 | 8,3                   | 37,0              | 7,32                | 63,1                        |
| 1980 – 1985 | 417 000              | 66 000        | 351 000              | 42,8                 | 6,7                   | 36,1              | 6,77                | 49,9                        |
| 1985 – 1990 | 440 000              | 61 000        | 379 000              | 38,4                 | 5,3                   | 33,1              | 5,87                | 36,2                        |
| 1990 – 1995 | 441 000              | 58 000        | 383 000              | 33,3                 | 4,3                   | 28,9              | 4,80                | 26,1                        |
| 1995 – 2000 | 447 000              | 58 000        | 389 000              | 29,7                 | 3,8                   | 25,8              | 3,96                | 20,8                        |
| 2000 – 2005 | 451 000              | 62 000        | 389 000              | 26,2                 | 3,6                   | 22,6              | 3,39                | 17,4                        |
| 2005 – 2010 | 465 000              | 69 000        | 396 000              | 23,9                 | 3,5                   | 20,4              | 3,10                | 15,0                        |

## Distribution de la population
En 2011, la Syrie a un taux d'urbanisation de 55 %, taux particulièrement faible par rapport au 87 % du Liban et au 83 % de la Jordanie. Il était de 36,9 % en 1960, de 47,1 % en 1981 et de 53,5 en 2004. La densité du pays est de 113,28 hab/km2. Toujours en 2011, le pays comptait 20,86 millions d'habitants dont 4,8 uniquement pour Alep, la ville la plus peuplée du pays. Le pays connait un important tissu urbain auto-construit, liée à la faiblesse de la planification urbaine et à l'exode rural.

## Ethnies
Composition ethno-religieuse de la Syrie. Estimations de 2012.
- Arabes-Sunnites (70 %)
- Arabes-Alaouites (10 %)
- Kurdes-Sunnites (8,5 %)
- Arabes-Chrétiens grecs orthodoxes (3,6 %)
- Syriens-Orthodoxes (2,1 %)
- Melkites-Catholiques byzantins (1,8 %)
- Arabes-Druzes (1,1 %)
- Arabes-Ismaéliens (0,5 %)
- Autres musulmans (chiites, duodécimains, Tcherkesses sunnites, Turkmènes/Turcomans sunnites) (2,4 %)

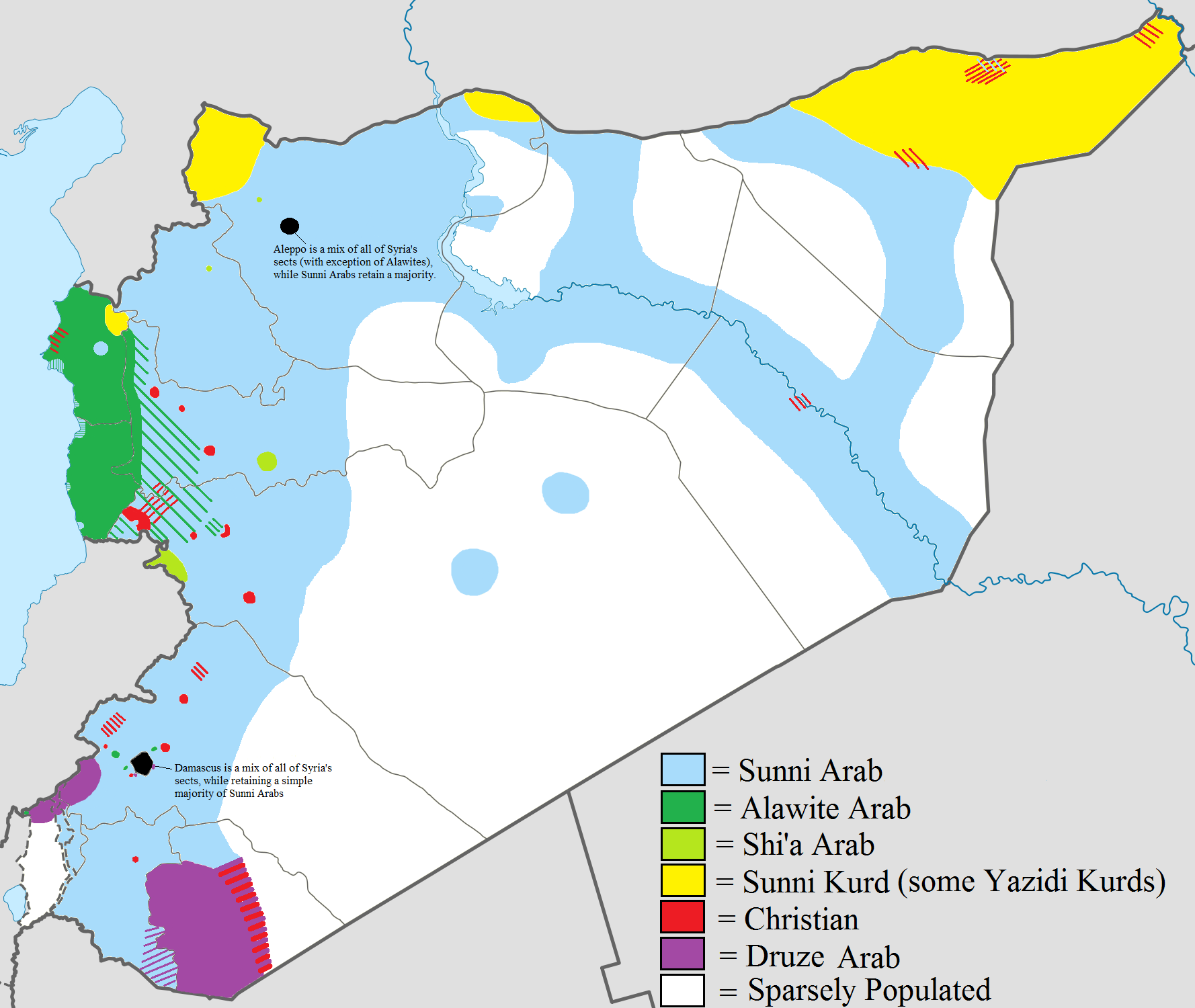
Carte montrant la répartition ethno-religieuse de la Syrie avant la guerre civile. En cas de repli militaire, chacun de ces groupes pourrait choisir de se replier sur son foyer géographique d'origine.

Le régime syrien se voulant un État laïc, aucun recensement confessionnel n'existe en Syrie. Il en est de même pour le décompte des appartenances ethniques non arabes, comme les Kurdes notamment, celui-ci s'opposant à l'idée de nationalisme arabe.

### Composition ethnique auXXesiècle
Un article français de 1955 brosse le portrait confessionnel et ethnique de la Syrie au seuil de son indépendance. Un rapport d'un groupe interparlementaire du Sénat français datant de 2007 fait état de la répartition suivante : 
- Sunnites 74 %
- Alaouites 10 %
- Chiites 3,5 %
- Druzes 1,5 %
- Chrétiens 10 % (chrétiens syriaques orthodoxes, chrétiens grecs-catholiques, chrétiens grecs-orthodoxes, chrétiens arméniens grégoriens et autres chrétiens)

### Composition ethnique au XXIe siècle
Selon des chiffres publiés en 2012 la répartition serait la suivante :
- Arabes sunnites 72,8 %
- Kurdes sunnites 8,3 %
- Arabes alaouites 10,2 %
- Arabes druzes 1,8 %
- Arabes chiites ismaéliens 0,9 %
- Arabes chiites duodécimains 0,4 %,
- Tcherkesses sunnites 0,3 %
- Turkmènes - Turcomans sunnites 0,6 %.
- Kurdophones yézidis 0,1 %
- Chrétiens 4,6 %.

Les chrétiens se répartiraient ainsi : 
- Arabes de religion grecque orthodoxe : 526 000
- Arabes de religion grecque catholique: 121 000
- Arméniens apostoliques : 121 000
- Jacobites 89 000
- Maronites 29 000
- Arméniens catholiques 26 000
- Protestants 21 000
- Nestoriens 20 000
- Syriaques catholiques 18 000
- Chaldéens catholiques 14 000
- Catholiques latins 9 000

Selon d'autres chiffres la population se divise de la sorte :
- 64 %[31] de sunnites arabes, soit 14 millions d'individus.
- 20 % d'alaouites, soit 4,5 millions d'individus.
- 4 % de kurdes, soit 0,8 million d'individus.
- 10 % de chrétiens arabes, soit 2.3 millions d'individus.
- 2,2 % d'assyriens, soit 500 000 individus.
- 0,65 à 2,2 % de turkmènes, soit 150 000 à 500 000 individus.
- 4 % de druzes, soit 1 million d'individus.
- 1,3 % de chiites, ismaéliens et duodécimains (chiisme duodécimain), soit 300 000 individus.
- 0,35 à 0,65 % de tcherkesses (ou adyguéens), soit 80 000 à 150 000 individus.
- 0,5 % d'arméniens, soit 100 000 individus.

#### Kurdes
Les Kurdes, qui sont linguistiquement un peuple indo-iranien, représentent une minorité ethnique, avec environ 10 % de la population.
La plupart des Kurdes vivent dans le nord-est de la Syrie, et beaucoup parlent encore la langue kurde. Quelques  Kurdes vivent aussi dans les grandes villes syriennes, comme Hasakah, Al Qamishli ou Abu Kamal.
Regroupée au nord-est du pays sur la frontière turque, ainsi que dans la province d'Alep, le Jazirah et la banlieue de Damas, cette population au fort sentiment communautaire met à profit l’affaiblissement de l'armée syrienne en juillet 2012 pour investir plusieurs villes du Nord du pays, soutenue par l'espoir, entretenu par le PKK, de la création d'un Kurdistan indépendant.

## Religions
Il n'y a plus de recensement confessionnel en Syrie depuis 1958, et les estimations des répartitions des différents groupes religieux reprennent, ou s'inspirent des statistiques établies au temps du mandat français, en 1936.

### Musulmans
La population de la Syrie compte environ 78 % de musulmans sunnites et 12 % d'alaouites,. D'autres sources estiment que parmi les musulmans, 64 % sont sunnites, et les 36 % restants sont membres d'autres groupes musulmans, principalement les alaouites et les druzes, mais également un nombre restreint d'ismaéliens et de chiites.

### Chrétiens
Environ 10 % de la population syrienne est chrétienne,. Les chrétiens sont répartis en plusieurs confessions : les syriaques (appelés syrian  en arabe, ou suryoyo ou suraya en syriaque moderne) sont de loin les plus nombreux, suivis par les grecs-orthodoxes (environ 250 000, chrétiens de rite byzantin), viennent ensuite les grecs-catholiques melkites (environ 200 000, chrétiens de rite byzantin unis à Rome depuis 1724), les maronites, les syriaques, les assyriens et les chaldéens (ashuriyin et kaldan en arabe), les protestants et les catholiques-romains (rite latin).
Il existe aussi une importante communauté arméniene vivant principalement à Alep, issue de rescapés du génocide de 1915 perpétré par les Ottomans lors de la 1re guerre mondiale. Les Arméniens étaient environ 250 000 en Syrie au début des années 1960, ils étaient 190 000 en 2010.
À part les Arméniens (pour beaucoup issus de Turquie), tous les chrétiens sont d'origine autochtone, issus des premières communautés chrétiennes et que les différents rites s'expliquent par les scissions au sein de l'église originelle survenues au cours de l'Histoire (rite grec/byzantin à l'origine, rite syriaque, rite maronite, rite chaldéen puis rite latin et protestant).
La part des chrétiens dans la population totale a fortement baissé au cours des dernières décennies, cette population émigrant beaucoup et ayant un taux de natalité faible. Les chrétiens de Syrie forment une communauté globalement prospère et éduquée. Les élites chrétiennes urbaines sont très souvent anglophones, pour certaines encore francophones même si la pratique du français a décru depuis les années 1960, occidentalisées, en particulier la bourgeoisie grecque-orthodoxe, grecque-catholique et arménienne, très présentes dans les professions libérales et les affaires à Damas ou à Alep. Comme tous les Syriens ils ont adopté la langue et les coutumes arabes après l'invasion de la Syrie par les Arabes au VIIe siècle, et sont considérés depuis comme des Arabes d'un point de vue culturel et linguistique (avant le VIIe siècle, le grec médiéval était la langue véhiculaire). Ils sont au même titre que leurs compatriotes musulmans pleinement intégrés à la société syrienne.
On trouve des chrétiens dans toutes les grandes villes, en particulier des grecs-orthodoxes, des grecs-catholiques, des arméniens et des maronites. Il est également à noter qu'il existe encore quelques régions dominées par les chrétiens, notamment dans les montagnes à l'ouest du pays, vers Tartous, au nord du Liban. Les assyriens et les syriaques vivent pour beaucoup dans le nord et le nord-est du pays.

### Yézidis
Les yézidis représentent environ 15 000 personnes. Adeptes d'un monothéisme issu d'anciennes croyances kurdes, ils sont installés sur la frontière irakienne et turque, au nord-est, et presque tous d’ethnie kurde. Depuis 2011, de nombreux Kurdes se déclarent Yézidis, et il apparaîtrait que la religion Yézidie est beaucoup plus importante que les diverses estimations communiquées depuis 1965.

### Juifs et Israéliens
Il existe une minorité juive en Syrie. Leur nombre était estimé à 40 000 mais la plupart ont émigré vers Israël dans les années 1990. Il reste aujourd’hui une petite minorité juive à Damas et à Alep, mais aussi dans le Golan, terre occupée par les israéliennes depuis la guerre des Six Jours. Les juifs israéliens originaires de Syrie conservent pour la plupart des liens avec leur pays d’origine.
Plus de 12 000 Israéliens (sur 28 000 habitants) sont installés dans le Golan, après la défaite Syrienne de 1967. Il est occupé par l’armée israélienne depuis la guerre des Six Jours (1967), puis annexé par l'État hébreu, annexion non internationalement reconnue[réf. nécessaire].

## Langues

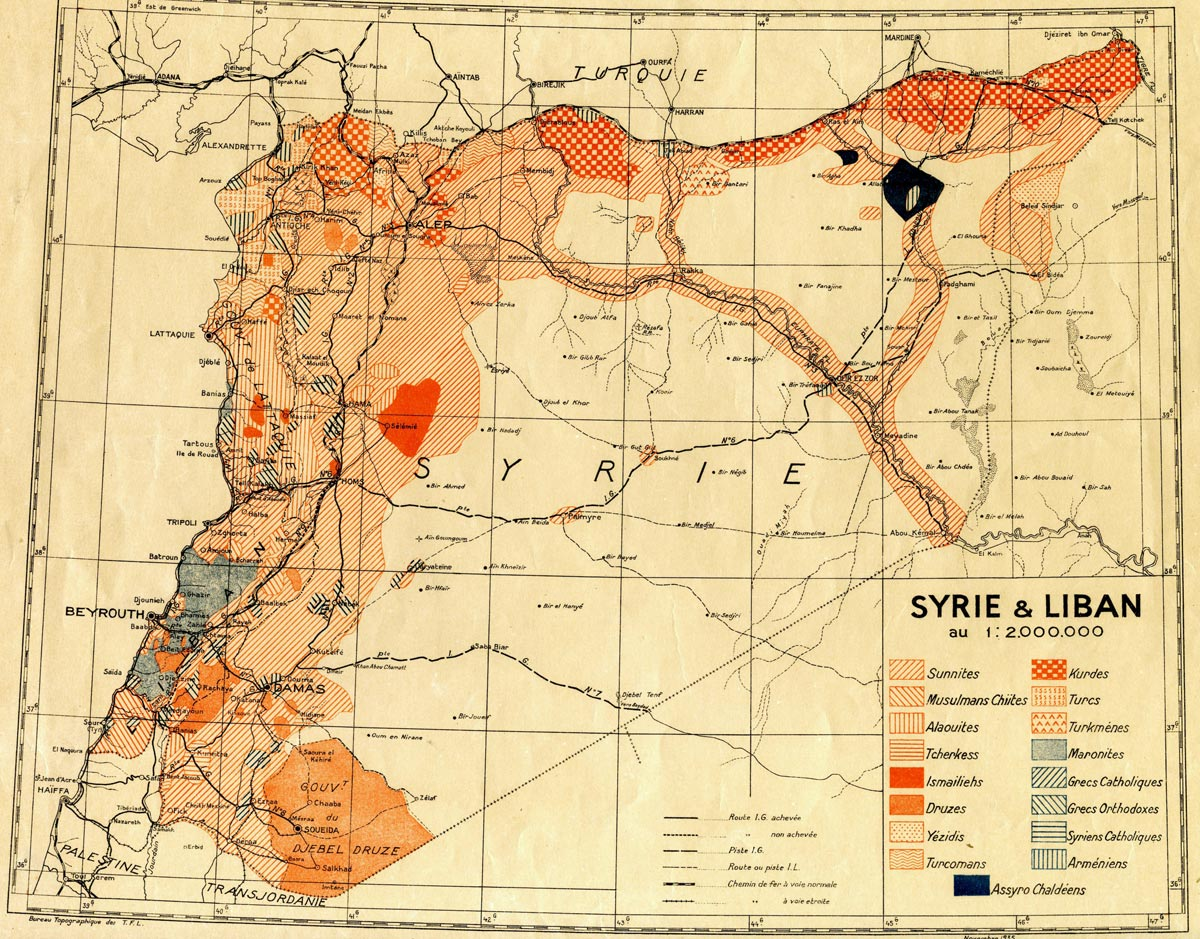
Une carte des communautés religieuses et ethniques de la Syrie et du Liban (1935)

La langue arabe est la langue officielle du pays, la grande majorité des Syriens parlent l'arabe syrien, variante dialectale de l'arabe, également utilisée au Liban, en Autorité palestinienne, et dans une moindre mesure en Irak et en Jordanie.
De nombreux Syriens instruits parlent l’anglais, le russe et le français (surtout dans la bourgeoisie et la communauté chrétienne, il y a moins de 4 500 francophones de nos jours), mais l’anglais est plus largement compris (de 650 000 à un million de locuteurs, en seconde langue).
L’arménien, le kurde, le tcherkesse et le turkmène sont aussi parlés dans le pays par les minorités nationales.
L’araméen (la langue biblique, celle de Jésus-Christ) à travers le néo-araméen occidental au nord de Damas et le turoyo en particulier dans le Djézireh. Le turc est encore parlé en seconde langue, surtout pour des raisons historiques, au nord, vers la frontière turque, et à Alep : le nombre de locuteurs est inconnu, du fait de relations difficiles de la Syrie avec son voisin turc, pour des raisons politiques, et aussi en raison du passé de la Syrie au sein de l'Empire ottoman. Il y a des contentieux aussi en ce qui concerne la région du Sandjak d'Alexandrette (hui Iskanderun), annexé par la Turquie en 1939, et qui comprend encore aujourd'hui une majorité d'arabes. La Syrie revendique toujours cette région. Autrefois parlé, et langue importante, le grec a disparu depuis les années 1950, mais reste une langue historique, la langue véhiculaire sous l'Empire byzantin, et son héritage se retrouve à travers les Chrétiens grecs orthodoxes. La langue kurde est parlée par plus de trois millions de personnes. De 1932 à 1945, il y avait trois revues kurdes publiées en langue kurde à Damas, par Jaladat Badir Khan, Hawar, en 1932, Ronahi, en 1941 et la revue Stere, en 1943 (Damas).
Du fait de liens importants avec la Russie, le russe est parlé en seconde langue par 15 000 à 20 000 personnes. Il existe une diaspora de Syriens en Russie (plus de 10 000 Syriens). Le russe est enseigné à l'université et dans certains lycées, tout comme le chinois, parlé cependant dans une moindre mesure. Le chinois est une langue de plus en plus choisie à l'université, notamment du fait d'échanges importants avec la Chine. Le farsi (ou perse) et l'allemand sont également enseignés.